# Zachariáš Fiegert
Zachariáš Fiegert (narozen kolem 1744 Lipová) – 9. února 1818 Praha), psaný také jako Zacharias Fiegerth nebo Fieghert, byl architekt a stavitel činný převážně v Praze, kde se stal roku 1781 novoměstským měšťanem.

## Dílo
V letech 1762–1765 barokně přestavěl zámek v Dětenicích. Byl patrně dvorním stavitelem knížete Josefa Kinského, pro kterého pracoval jak v Budenicích, kde v letech 1795 a 1796 provedl přístavbu dvou bočních křídel k zámku, tak v Peruci, kde navrhl zvýšení obou bočních zámeckých křídel. V Praze pro Kinské upravoval jejich palác na Staroměstském náměstí. Pracoval také pro jiné šlechtice, například pro Salmy v Lobendavě přestavoval po požáru z roku 1790 místní farní kostel.[zdroj?]
První jeho doloženou stavbou v Praze je dům čp. 378/I Na Můstku z let 1789 až 1790 (dům U Zlatého úlu). Na začátku devadesátých let 18. století také upravoval dům Kapounům ze Svojkova. Později pracoval pro c. k. dvorního cenzora F. A. Mayera (v roce 1795 přestavba domu čp. 798/5 v ulici U Obecního dvora). V roce 1800 klasicistně přestavěl dům U Zelené boty (Karlova č.p. 161/32na Starém Městě).